# Vanhakartano
Vanhakartano (en suédois : Gammelgård)  est un quartier de la ville d'Espoo en Finlande.